# Stęszów (województwo dolnośląskie)
Stęszów (niem. Stanschen) – wieś w Polsce położona w województwie dolnośląskim, w powiecie wołowskim, w gminie Wołów.

## Podział administracyjny

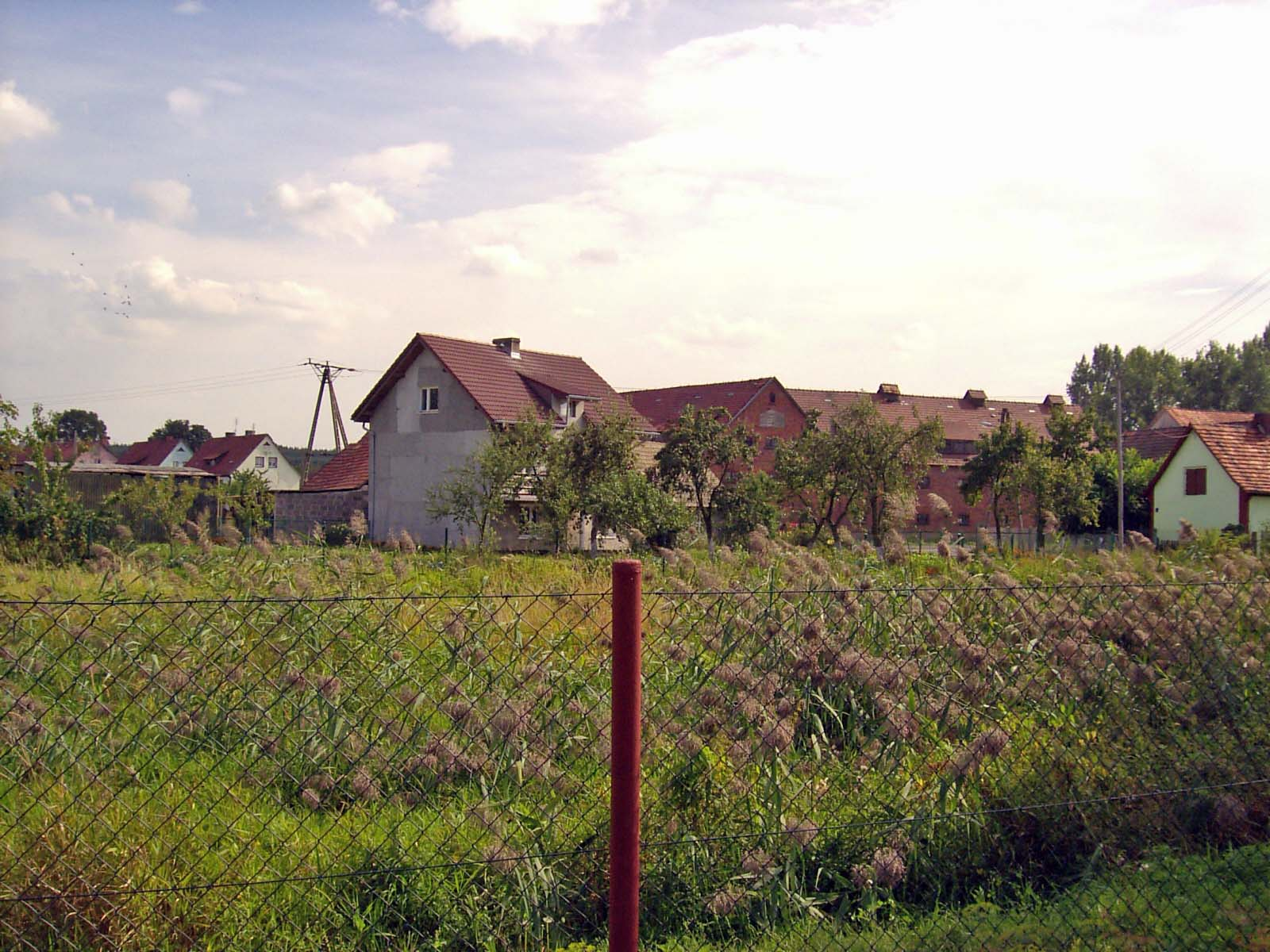
Widok ogólny

W latach 1975–1998 miejscowość położona była w województwie wrocławskim.

## Nazwa
W księdze łacińskiej Liber fundationis episcopatus Vratislaviensis (pol. Księga uposażeń biskupstwa wrocławskiego) spisanej za czasów biskupa Henryka z Wierzbna w latach 1295–1305 miejscowość wymieniona jest w zlatynizownej formie Stensowo villa..

## Krótki opis
Obecnie znajduje się tu hodowla krów mlecznych o pogłowiu około 70 sztuk (w miejscu dawnego PGR), działa miejscowy sklep oraz świetlica. 